# کورگاشکا
کورگاشکا (به لاتین: Kurgashka) یک منطقهٔ مسکونی در روسیه است که در باشقیرستان واقع شده‌است.